# Lyn McClements
Lyn McClements (Perth, 11 de maio de 1951) é uma ex-nadadora australiana, ganhadora de uma medalha de ouro nos Jogos Olímpicos da Cidade do México em 1968.